# (2926) Caldeira
(2926) Caldeira (1980 KG) – planetoida z grupy pasa głównego asteroid okrążająca Słońce w ciągu 3,43 lat w średniej odległości 2,27 j.a. Odkryta 22 maja 1980 roku.